# 井勿幕

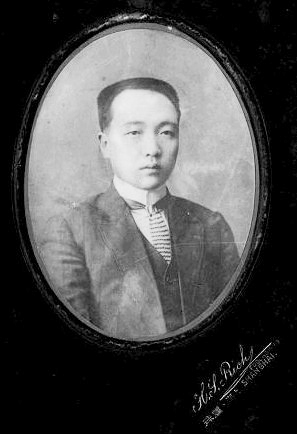

井勿幕（1888年2月12日—1918年12月23日），乳名回寅，名泉，字勿幕，後以字為名，易字文淵。曾用筆名俠魔、大無畏等。中國陝西蒲城縣三合鄉人，祖籍廣陽鎮（今屬銅川市）井家原。中國民主革命家，中華民國建國初期的政治人物，被孫中山譽為革命的「後起之秀」、「西北革命巨柱」。

## 生平

### 家庭及早年
井家祖上由扶風逃荒到蒲城井家原，原先充人長工，後掘得古墓，以墓中殉葬金銀器物致富。在井家原附近種植槐樹百株，人稱「井百槐」。後又與人合資在四川自流井開鹽井，更成巨富。
清道光年間，井勿幕的祖父遷居縣城大什字巷。井勿幕之父井永汲，字綆齋，因一目失明，人稱「井瞎子」。井永汲樂善好施，光緒三年（1877年）西北各省大饑荒，井永汲倡議放賑，蒲城縣令因無法包辦侵吞賑款，便質問：「你有多少錢？敢在蒲城縣放賑！」井永汲回答：「我沒有百萬之富，就不敢幹這活！」從此人稱「井百萬」。井永汲出資數十萬兩白銀，放賑3年，使地方度過荒年，井家家道卻逐漸衰落。
清光緒十四年（1888年）農曆正月初一日（公曆2月12日），井勿幕生於陝西蒲城縣城大什字巷。4歲時父親井永汲逝世，由長他10歲的胞兄井岳秀撫養長大。每次井家兄弟談論國家大事，井勿幕雖年幼，卻往往能有力地指斥清廷的腐敗無能，有理有據，令兄長井岳秀自嘆不如。井勿幕平時沉默寡言，遇大事策劃，卻可滔滔不絕。自幼景仰傅介子、班超，時常高歌吟詠，尤其愛唱漢高祖的《大風歌》和荊軻的《易水歌》。
光緒二十八年（1902年），井氏兄弟分家時，井勿幕分得的義源永雜貨鋪破產，無奈之餘，經與井岳秀商議，赴四川重慶投靠曾受井永汲周濟的川東道道臺張鐸，得其助就學於正蒙私塾，結識楊庶堪、朱之洪、熊克武、但懋辛等人。

### 參加革命
光緒二十九年（1903年）12月，風聞孫中山在海外發展興中會，遂不顧張鐸阻攔，東渡日本，先後在東京大成中學及經緯學堂求學。
光緒三十一年（1905年）8月20日，同盟會成立，井勿幕經陝西同鄉康心孚介紹入會，旋自願回國發展組織，被孫中山委派為同盟會陝西支部長。同年冬取道朝鮮回國，在其兄井岳秀協助下，創立中國同盟會陝西支部，在渭北各縣奔走宣傳，祕密發展同盟會員30餘人。
次年（1906年）夏第二次赴日。秋，與趙世鈺等籌建同盟會東京陝西分會。此時除負責文字宣傳工作外，也學習製造炸彈，漸為孫中山所器重。同年12月再次回國，聯絡陝西會黨及刀客（匕首會）以及河南、甘肅、四川各省同志。
光緒三十三年（1907年）2月，經四川到南方，與黃興、秋瑾等會面商討革命事宜。9月下旬，與李仲特、高又明等人在西安大雁塔討論貫徹同盟會綱領。10月15日（農曆九月初九日），和李仲特、焦子靜、吳虛白等人至中部縣祭黃帝陵，當場通過「驅除韃虜，光復故物，掃除專制政體，建立共和國體」的革命綱領。隨後第三度赴日，並向同盟會東京總部負責人吳玉章匯報國內革命情況。

### 創辦雜誌與領導起義
光緒三十四年（1908年）2月，與其他陝西籍留日學生在東京創辦宣傳革命的《夏聲》雜誌，並用「俠魔」、「大無畏」等筆名發表許多文章。
在《夏聲》第三號上，井勿幕以筆名「俠魔」發表了〈二十世紀新思潮〉一文，為迄今所見中國最早介紹馬克思主義的文章。
同年秋蒲案爆發，井勿幕在《夏聲》第八期發表〈蒲案感事〉加以揭露，終使蒲城知縣李體仁革職查辦。10月再回國參與領導陝西學生反清運動。
宣統元年（1909年）春，于右任因創辦《民呼日報》宣傳革命，被上海英租界捕房逮捕，井勿幕立即在《夏聲》為文聲援，喚起海內外注意，于右任最終獲釋。
宣統二年（1910年）春奉令在陝西組織起義，參與促成陝西同盟會和哥老會聯合。同年秋南下香港，共同籌劃廣州起義。
宣統三年（1911年）4月廣州起義失敗後，5月間回陝西，與哥老會黨人張雲山、萬炳南等密謀，準備再次大舉起事。6月，又與楊叔吉等人赴西安滿城觀察敵情。8月，派鄒子良赴渭北聯絡刀俠，並派王榮鎮、陳得貴分別赴四川、山西聯絡會黨。9月下旬，收到張聚庭從南方帶回的同盟會總部命令，確定10月6日（農曆八月十五日）各省同時起義。
同年10月，武昌起義爆發後，任陝西軍政府北路安撫招討使，率領6萬兵馬搶佔渭河北部，與清軍對抗，並推舉張鳳翽為起義總指揮。

### 民國成立初年
中華民國元年（1912年），被南京臨時國民政府委任為中央稽查局副局長，以陝西事務糾纏未就職。
不久袁世凱上臺，同盟會內部出現分化。同年6月23日，張鳳翽、陳樹藩、王錫侯、宋伯魯、郭希仁等人發起成立「共和黨陝西支部」，別立旗幟，倒向袁世凱。
6月25日，同盟會陝西分會改為陝西支部，井勿幕任支部長，張鳳翽任副支部長。
8月25日，同盟會改組為國民黨，不久井勿幕當選為國民黨陝西支部理事長，旋因張鳳翽杯葛，經改選後由張鳳翽任支部長，井勿幕與馬凌甫共任副支部長。陝西國民黨面臨分裂局面，井勿幕等人遂倡議「解甲歸田」，與曹印侯、宋向宸、胡景翼等人以「留學」為名，紛紛出國或暫避他省。
同年冬，國民黨陝西支部分裂為河北派（亦稱渭北派，指渭河以北）和咸寧派（亦稱咸長派，指咸寧、長安）。陝西民主革命陷入低潮。
民國二年（1913年）參加二次革命，討伐袁世凱，失敗後避居日本。
民國四年（1915年）再赴雲南參加護國戰爭，並任熊克武部參謀長及敵前總指揮，轉戰於四川瀘州、徐府（宜賓）一帶。後為策應陝西護國運動，喬裝成商販徒步回陝。
民國五年（1916年）袁世凱死後，加入皖系的陳樹藩任陝西督軍兼省長。井勿幕對此深表不滿，便前往北京聯絡革命志士進行反陳樹藩的鬥爭。

### 護法運動與身亡
民國六年（1917年）3月出任關中道尹，同年8月離職，閒居西安。
12月，陝西的國民黨革命派胡景翼、曹世英等人響應孫中山號召，加入護法戰爭，次年（1918年）1月成立陝西靖國軍，胡景翼任右翼總司令，曹世英為任左翼總司令。8月，于右任就任陝西靖國軍總司令，將靖國軍整編為六路，分道進攻陳樹藩。
陳樹藩請井勿幕作調解人前往三原的靖國軍總部，企圖借其聲望分化、瓦解靖國軍。然而井勿幕一到三原，便被推舉為靖國軍總指揮，反使靖國軍士氣大振，陳樹藩大為惱怒。
同年10月，雲南靖國軍第八軍軍長葉荃率部援陝，到達陝西靖國軍第一路軍郭堅駐防的鳳翔。11月下旬，于右任派井勿幕前往鳳翔慰勞葉部，並會商共同作戰方略。陳樹藩大為驚恐，利用擔任郭堅部參謀長的馬凌甫與井勿幕有隙，密令潛入郭堅部的內奸李棟材（時任營長）聯絡馬凌甫謀殺井勿幕。
井勿幕由鳳翔回三原途中經過興平時，接到李棟材偽造的郭堅來信，約於農曆十一月廿一日（公曆12月23日）赴興平南仁堡參加軍事會議。12月23日，井勿幕僅帶同4名護兵赴約，被李棟材部下差弁李新生從背後連開兩槍，當即死亡，年僅31歲。井勿幕的首級隨即被李棟材割下，帶往西安，獻給陳樹藩。
井勿幕的屍身被同來的護兵安彥明以棉被包裹，揹回涇陽。涇陽駐軍團長田玉潔向陳樹藩幾次交涉，索回井勿幕被梟首的頭顱，連同屍身草葬於蒲城紫荊原南。

## 紀念與追贈
井勿幕死後，于右任致函國會眾議院：「天乎何心，壞我長城……惟有誓滅國賊，慰我先烈。」並以陝西靖國軍總司令名義，呈請廣州護法軍政府以陸軍中將陣亡例追恤。然而當時軍閥割據，未幾護法運動又告失敗，無暇顧及此事。
民國十五年（1926年）馮玉祥五原誓師後，陝西成為國民黨勢力範圍。
民國十八年（1929年）由國民黨員焦子靜、李桐軒、劉治洲、景定成、王子中、范紫東、蒙俊僧、孫蔚如等34人樹碑，陝西省政府主席宋哲元撰文，毛昌傑書《井先生紀念碑》，立於西安市革命公園內。
民國三十二年（1943年）8月14日，國民政府明令褒揚井勿幕並立傳。
民國三十四年（1945年）11月19日，國民政府追贈井勿幕為國民革命軍陸軍上將銜。同年12月23日（井勿幕遇害27週年），時任監察院長的于右任赴陝西親自主持，將井勿幕靈柩由蒲城迎至西安革命公園內，舉行公祭，同時在三原舉行「三原各界公祭井勿幕先生紀念大會」。會後移靈西安南郊少陵原（今長安區清涼山公園內），撥款購地12畝，建立陵園，舉行隆重的安葬儀式，樹立墓碑，並在路口立蔣中正題「追贈陸軍上將銜井勿幕先生之墓」牌坊。
民國35年2月（1946年），為永久紀念井勿幕，將其故居西安盧進士巷（今蘆盪巷）附近的南北四府街暨琉璃廟街改名「井上將路」，南四府街南端開于民國28年（1939年）的城門正式命名「井上將門」，民國36年（1947年），改稱「勿幕門」，原井上將街亦改名「勿幕街」。今勿幕街復名「四府街」，勿幕門如故。
文革期間，井勿幕墓被搗毀。1981年，為紀念辛亥革命70週年，井勿幕墓得到修整恢復。

## 附註
1. ↑  .   [2011-11-24]. （原始内容存档于2016-03-04）.
2. ↑  西安市地方志办公室. . 西安: 陕西人民出版社. 2012年11月第1版: 59  [2019-02-01]. ISBN 978-7-224-10402-8. （原始内容存档于2019-01-31）.
3. ↑  碧海风. . 碧海风云. 2019-01-31. （原始内容存档于2022-05-09）.